# التهاب القرنية

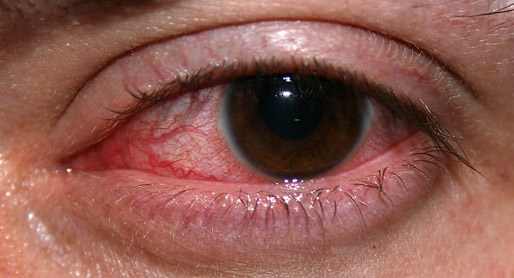

التهاب القرنية (بالإنجليزي: Keratitis) هو التهاب يصيب الجزء الأمامي للعين، يرافقه ألم شديد وضعف في النظر 
التهاب القرنية هو حالة مرضية تصيب قرنية العين، الجزء الأمامي من العين، والذي يؤدي إلى التهابها. هذه الحالة المرضية تكون مصحوبة بألم متوسط إلى حاد، ضعف في البصر، رهاب الضوء، احمرار العين، وشعور بوجود أجسام غريبة في العين .

## أنواعه
•	التهاب سطحي يتركز على الطبقات السطحية للقرنية، وعادة لا يترك نُدب بعد التشافي منه بخلاف التهاب القرنية العميق الذي يترك ندبة بعد العلاج كما يؤدي إلى ضعف النظر

### حاد
- التهاب القرنية الحاد في النسيج الطلائي.
- التهاب القرنية المنقط
- التهاب القرنية في النسيج الداخلي للقرنية.
- التهاب القرنية القرصي

### مزمن
- التهاب القرنية العصبي
- التهاب القرنية اللوحي المخاطي

## أسبابه
هناك عدة أسباب لالتهاب القرنية منها عدوى فيروس الهربس البسيط وعدوى الجهاز التنفسي العلوي

### مسبب المرض
- التهاب القرنية الأميبي: يعد أخطر عدوى تصيب القرنية تسببها الشوكميبة، تنتقل عادة بواسطة العدسات اللاصقة.
- التهاب القرنية الجرثومي: تسببه بكتيريا مكورة عنقودية ذهبية والزائفة الزنجارية، تفرز الزائفة الزنجارية أنزيمات تقضي على القرنية.[5]
- التهاب القرنية الفطري
- التهاب القرنية الفيروسي ويسببه فيروس الهربس البسيط أوالهربس العصبي
- التهاب القرنية الناتج عن كلابية الذنب : تنتقل العدوى به بواسطة لدغة ذبابة سوداء، تتواجد هذه الذبابة في أفريقيا عند الأنهار لذلك يسمى هذا المرض مرض عمى النهر [6]

## التصنيف (حسب نوع العدوى)

### فيروسي
- التهاب القرنية بسبب عدوى فيروس Herpes simplex . والذي يؤدي إلى «قرحة متشعبة»في قرنية العين
- التهاب القرنية بسبب عدوى فيروس Herpes zoster، المرتبط ب Herpes zoster ophthalmicus ،وهو نوع من Shingles (الهربس النطاقي). والذي يصيب الاعصاب المغذية للعين

### بكتيريا
التهاب القرنية البكتيري. والذي يمكن أن ينتج من ‘صابة للعين أو استخدام العدسات اللاصقة. البكتيريا المسببة تشمل Staphylococcus aureus(مكورة عنقودية ذهبية) ،و Pseudomonas aeruginosa (زائفة زنجارية) لمستخدمي العدسات اللاصقة والتي تفرز أنزيمات تسبب تآكل القرنية.

### فطري
التهاب القرنية الفطري (مثل الفيوزاريوم وهو نوع من أنواع الفطريات التي وجدت في بعض محاليل العدسات مثل Bausch & Lomb ReNu والتي سببت التهابات فطرية لبعض مستخدميها).

### أميبي

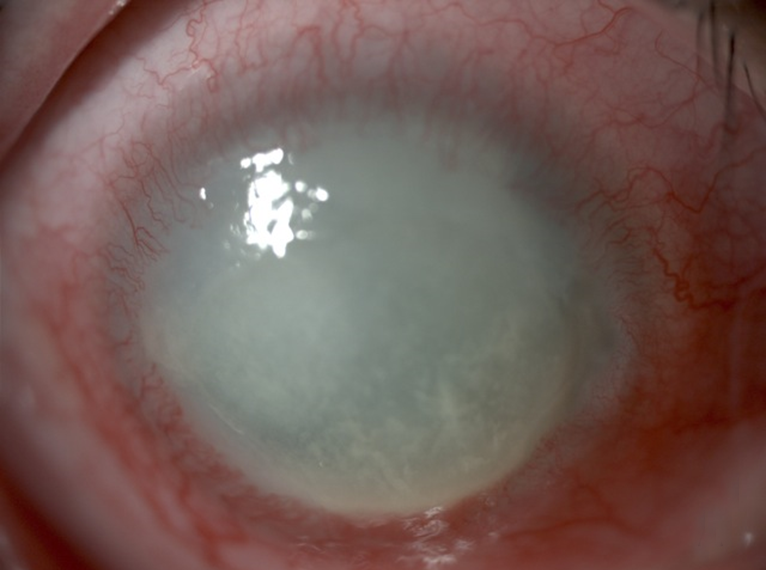
التهاب القرنية الناتج من Acanthamoebic
التهاب أميبي خطير في قرنية العين، يصيب عادة مستخدمي العدسات اللاصقة. وعادة ما يكون ناتج من Acanthamoebic. في 25 مايو 2007، أصدر CDC( مركز مكافحة الأمراض والوقاية منها) توجيهات صحية بسبب زيادة خطر التهاب القرنية الناتج من Acanthamoebic المرتبط باستخدام البصريات المتقدمة الطبية (AMO).

### طفيلي
التهاب القرنية الناتج من داء كلابية الذنب(Onchocerciasis)،والذي يتبع العدوى بِ كلابية الذنب المتلوية (Onchocercavolvulus) المنتقلة للانسان بواسطة لدغة البعوضة السوداء. هذه البعوضة تنتشر بالقرب من الأنهار الإفريقية سريعة الجريان؛ ولذلك يسمى هذا المرض ب«العمى النهري».

## التصنيف(حسب مرحلة المرض)
- التهاب القرنية السطحي المنقط.
- التهاب القرنية القرحي

## التصنيف (حسب المسبب المرضي البيئي)
- التهاب القرنية المكشوف الناتج من جفاف القرنية بسبب عدم إغلاق جفون العين بشكل كامل أو كافي.
- التهاب القرنية الضوئي بسبب التعرض الشديد للأشعة فوق البنفسجية، مثال : (العمى الثلجي أو welder's arc eye)
- احمرار العين الحاد بسبب العدسات اللاصقة Contact lens acute red eye (CLARE) وهو التهاب القرنية المعقم غيرالتقرحي المرتبط ب تجمع بكتيريا سالبة الجرام(Gram-negative bacteria) على العدسات اللاصقة

## أشكال التهاب القرنية في غير البشر
التهاب القرنية الإيزونوفيلي في القطط، والذي يصيب القطط والأحصنة، والناتج من العدوى بِfeline herpesvirus 1 أو غيره من الالتهابات الفيروسية.

## العلاج
يعتمد علاج التهاب القرنية على المسبب له وذلك باستخدام :
- مضاد الفيروسات
- قطرة للعين : محلول ليفوفلوكساسين، غاتيفلوكساسين، أوفلو كساسين
- حبوب منع الحمل.

وينبغي تجنب استخدام الكورتيزون الذي يؤدي إلى تقرح القرنية وثقبها.
العلاج يعتمد على المسبب للالتهاب، فمثلًا التهاب القرنية المعدي يمكن أن ينشر بسرعة؛ ولذلك يتطلب علاج سريع وعاجل بالمضادات الحيوية، والعلاج ب المضادات للجراثيم، ومضادات للفطريات، أو العلاج المضاد للفيروسات للقضاء على مسبب المرض. المضادات الحيوية تشمل levofloxacin, gatifloxacin, moxifloxacin, ofloxacin. .والعلاج بقطرات العيون الستيرويدية لم يثبت إذا كان مفيدًا أو لا في العلاج من هذا الالتهاب .
أما بالنسبة لمستخدمي العدسات اللاصقة، فإنهم ينصحون بتوقف استخدامها وبتغيير العدسات اللاصقة الملوثة وحافظاتها.
(العدسات اللاصقة وحافظاتها الملوثة لا ينصح بالتخلص منها بالكامل؛ لأنه يمكن أن تستخدم في التعرف على مسبب المرض).
Aciclovir هو الدواء الأساسي لعلاج التهاب القرنية بسبب عدوى فيروس Herpes simplex، وفي هذه الحالة يجب تجنب استخدام الستيرويدات؛ لأن ذلك سوف يؤدي إلى تدهور سريع وكبير في القرحة التي سببها الفيروس والتي سوف تتطور لتصبح 'amoeboid' أو 'geographic' ulcer «قرحة خريطية»؛ وسميت بذلك لأن القرحة تكون على شكل خريطة

## المآل
بعض الالتهابات يمكن أن تؤدي إلى ندبة في القرنية وبالتالي الحد من قوة الإبصار.والبعض الآخر من هذه الالتهابات يمكن أن يؤدي إلى انثقاب في القرنية وانتقال الالتهاب إلى داخل العين، وبالتالي فقدان العين ولكن باستخدام العلاج والعناية الطبية المناسبة، تكون هذه الالتهابات قابلة للعلاج بدون فقدان للبصر طويل الأمد .

## روابط إضافية
- Facts About the Cornea and Corneal Disease The National Eye Institute (NEI)
- Filimentary keratitis